# Péter Lukács
Péter Lukács (ur. 9 lipca 1950 w Budapeszcie) – węgierski szachista, arcymistrz od 1986 roku.

## Kariera szachowa
Na przełomie lat 70. i 80. należał do czołówki szachistów węgierskich. Trzykrotnie (1977, 1980, 1982) reprezentował swój kraj w drużynowych mistrzostwach Europy, w dwóch pierwszych startach zdobywając wraz z drużyną srebrne medale. Oprócz tego w roku 1989 wystąpił w narodowym zespole podczas drużynowych mistrzostw świata w Lucernie, gdzie szachiści węgierscy zajęli IV miejsce. W 1980  zdobył tytuł mistrza Węgier, dzięki czemu dwa lata później wystąpił w turnieju strefowym (eliminacji mistrzostw świata) w Băile Herculane, dzieląc wraz z Aleksandrem Sznapikiem, Jozsefem Pinterem i Florinem Gheorghiu) IV miejsce. Drugi medal mistrzostw kraju (srebrny) zdobył w 1989 roku.
Do największych sukcesów Lukácsa w turniejach międzynarodowych należą zwycięstwa w Perniku (1976), Helsinkach (1983), Vrnjačkiej Banji (1985, wraz z Milanem Matuloviciem), Polanicy-Zdroju (1986, memoriał Akiby Rubinsteina, wraz z Konstantinem Lernerem), Budapeszcie (1987), Miszkolcu (1990, wraz z Wadimem Rubanem), Montpellier (1991), Kecskemét (1991, wraz z m.in. Loekiem van Wely), Budapeszcie (1994, wraz z Joanisem Nikolaidisem oraz 1999, wraz z Hoàng Thanh Trang) oraz II miejsca w Cienfuegos (1983, turniej B memoriału Jose Raula Capablanki, za Jesusem Nogueirasem), Almadzie (1988, za Wolfgangiem Uhlmannem, a wraz z Julianem Hodgsonem), Lillafüred (1989, za Michałem Krasenkowem) i Budapeszcie (1993, za Péterem Lékó).
Najwyższy ranking w karierze osiągnął 1 lipca 1987 r., z wynikiem 2520 punktów dzielił wówczas 90-99. miejsce na światowej liście FIDE, jednocześnie dzieląc 6-7. miejsce wśród węgierskich szachistów.